# Haematopota incrassicornis
Haematopota incrassicornis är en tvåvingeart som beskrevs av Alex Fain och Elsen 1981. Haematopota incrassicornis ingår i släktet Haematopota och familjen bromsar.
Artens utbredningsområde är Rwanda. Inga underarter finns listade i Catalogue of Life.